# Decenio Internacional de las Lenguas Indígenas
El Decenio Internacional de las Lenguas Indígenas (DILI 2022-2032) es una celebración organizada por las Naciones Unidas y liderada por la Unesco. Su objetivo es llamar la atención sobre la crítica situación de muchas lenguas indígenas en todo el mundo y movilizar a diversas instituciones, colectivos y personas —además de recursos para la preservación, revitalización y promoción— para que adopten medidas inmediatas de salvaguardia.
La Asamblea General de las Naciones Unidas a través de la resolución A/RES/74/135 del 18 de diciembre del 2019 estableció el período comprendido entre 2022 y 2032 como el Decenio Internacional de las Lenguas Indígenas del Mundo. Fue uno de los resultados de la celebración del Año Internacional de las Lenguas Indígenas y los principios de acción fueron establecidos en la Declaración de los Pinos (Chapoltepek).

## Actividades por país

### Brasil
En Brasil, las actividades se iniciaron el 12 de octubre de 2022 a través de la inauguración de la exposición de «Nhe’ē Porã: Memória e Transformação» en el Museo de la Lengua Portuguesa en la ciudad de São Paulo. La exposición fue curada por la artista, activista, educadora y comunicadora indígena Daiara Tukano. El nombre de la exposición en guaraní mbyá se traduce como 'Buenas palabras' o 'Bellas palabras' y se compone de dos palabras: Nhe’ẽ que significa espírito, sopro, vida, palavra, fala; e porã que quiere decir bueno, bello. En palabras de Daiara Tukano, «el nombre de la exposición es un concepto de los pueblos guaraníes que significa “buenas palabras, buenos pensamientos, buenos sentimientos, palabras dulces que salen del corazón para tocar el corazón de cada persona».